# Granica amerykańsko-kanadyjska

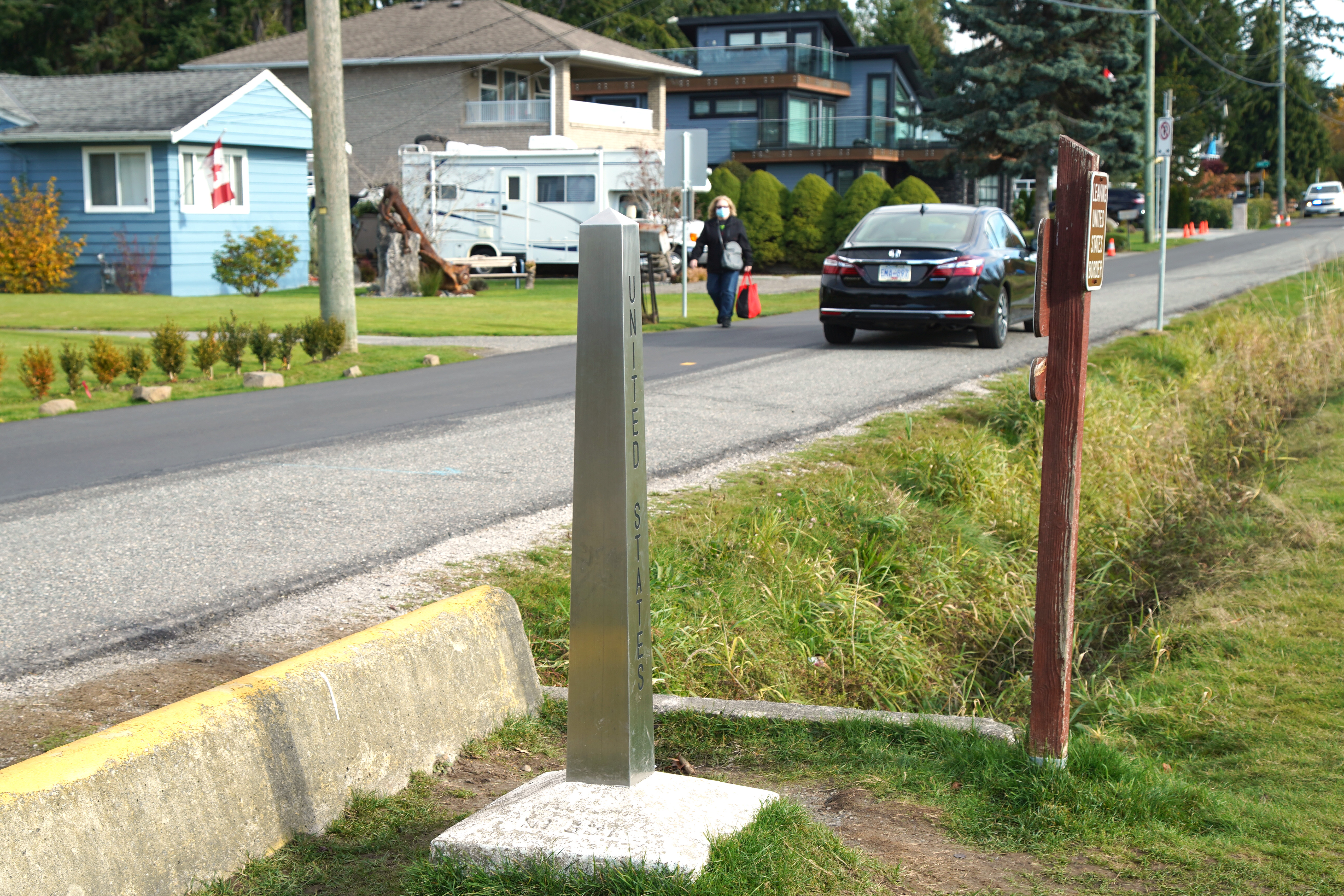
0 Avenue po stronie kanadyjskiej i znacznik granicy

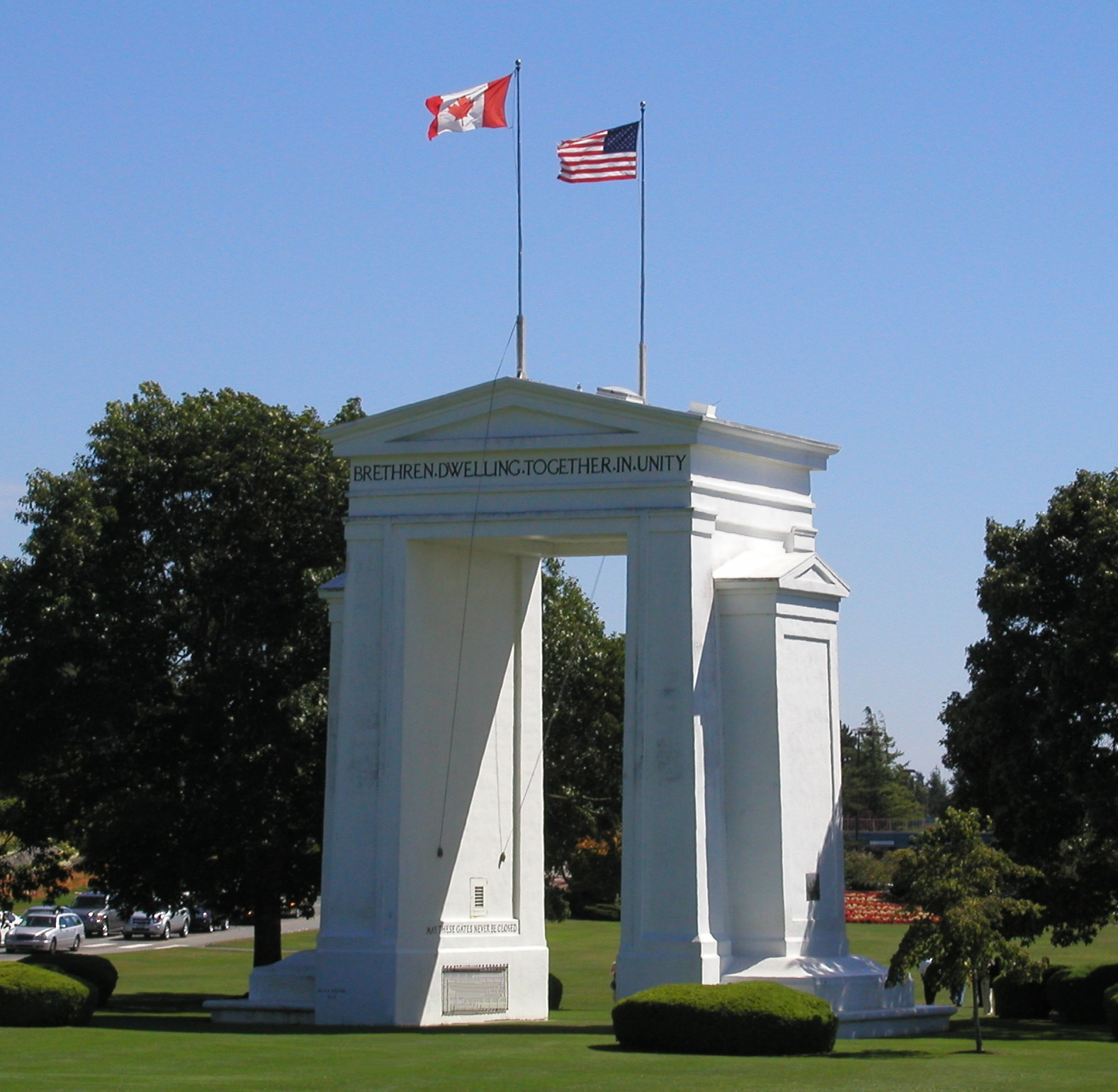
Łuk Pokoju na granicy Blaine, Waszyngton i Surrey, Kolumbia Brytyjska.

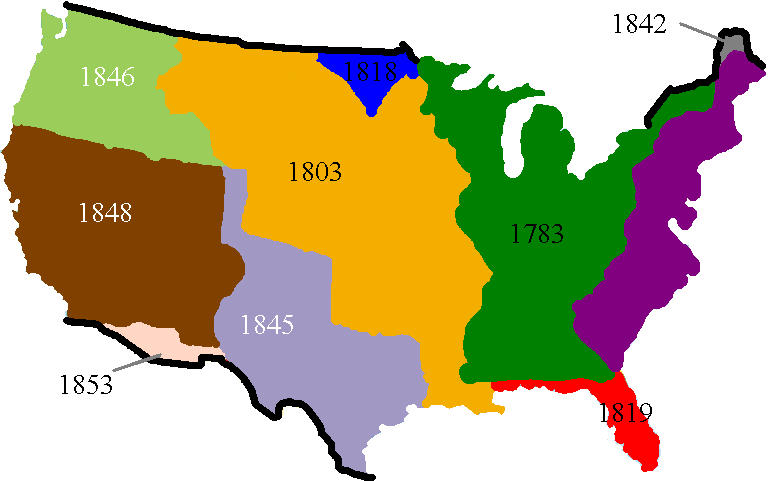
Rozwój terytorialny USA

Granica pomiędzy Stanami Zjednoczonymi a Kanadą – najdłuższa na świecie granica międzypaństwowa. Jej długość wynosi 8891 kilometrów (z czego 2477 km granicy pomiędzy Kanadą a Alaską).
Granica została utworzona zgodnie z postanowieniami pokoju wersalskiego w 1783 roku, zaś obecny kształt przybrała w 1907 roku.
Na dużym odcinku przechodzi ona przez Wielkie Jeziora (najdłuższą granicą lądową na świecie, która nie przebiega częściowo przez żaden większy akwen, jest granica między Chile i Argentyną).

## Stany graniczące z Kanadą
- Alaska (1)
- Michigan (2)
- Maine (3)
- Minnesota (4)
- Montana (5)
- Nowy Jork (6)
- Waszyngton (7)
- Dakota Północna (8)
- Ohio (9)
- Vermont (10)
- New Hampshire (11)
- Idaho (12)
- Pensylwania (13)

## Prowincje i terytoria graniczące ze Stanami Zjednoczonymi
- Ontario (1)
- Kolumbia Brytyjska (2)
- Jukon (3)
- Quebec (4)
- Saskatchewan (5)
- Nowy Brunszwik (6)
- Manitoba (7)
- Alberta (8)